# Weißpriach (Adelsgeschlecht)

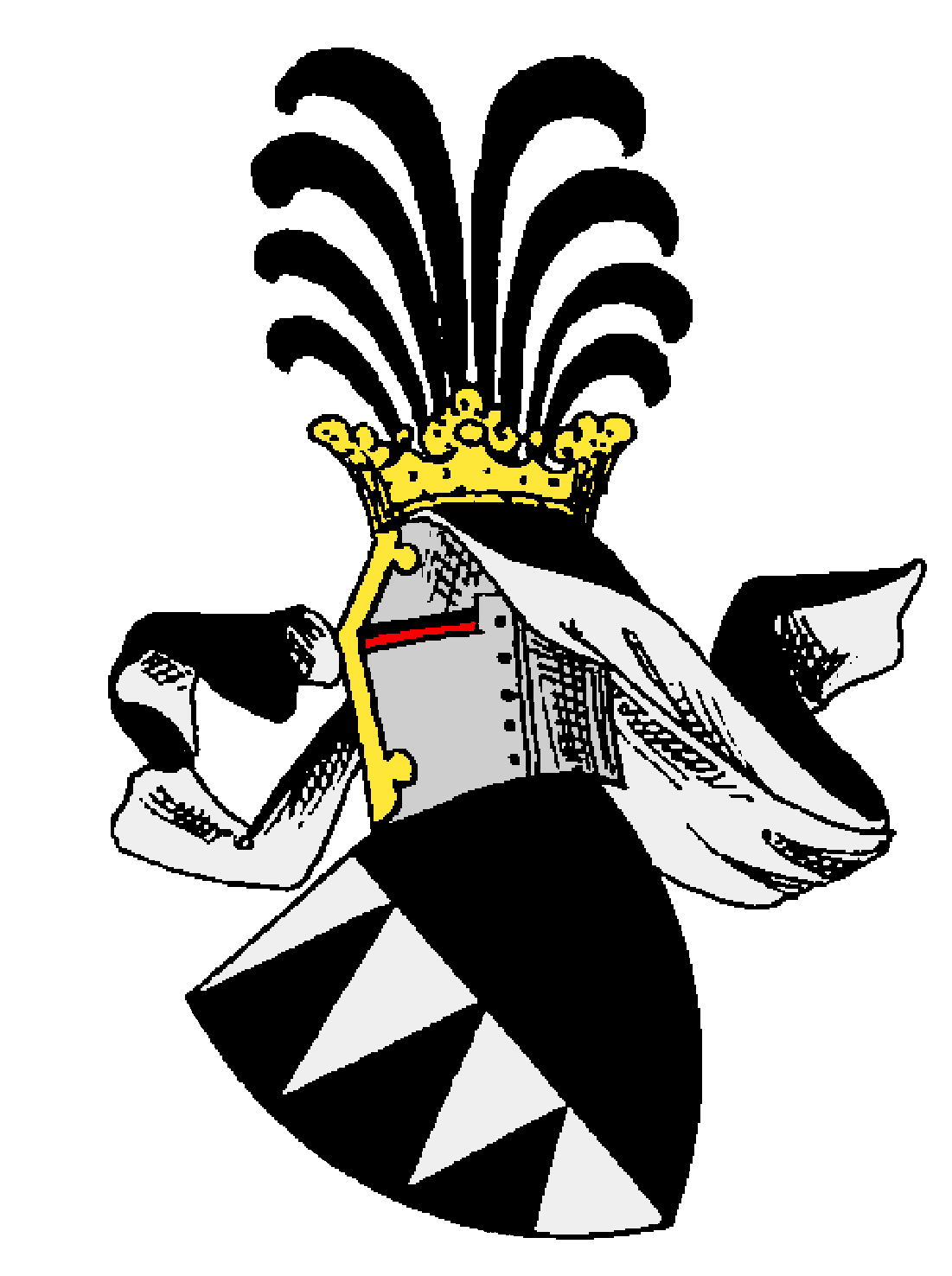
Stammwappen derer von Weißpriach

Weißpriach (auch Weißbriach) ist der Name eines Salzburger Adelsgeschlechts, das zum österreichischen Uradel zählt, im Jahre 1327 urkundlich erscheint, und u. a. in den Grafenstand aufstieg, bis es im Mannesstamm erlosch.

## Geschichte

### Ursprung und Stammsitz
Das Adelsgeschlecht derer von Weißpriach tritt erstmals im Jahre 1327 urkundlich mit Ulrich von Weißpriach auf, mit dem auch die Stammreihe beginnt. Er nannte sich nach dem gleichnamigen Stammsitz der Familie, Burg Weißpriach. Diese befand sich in der heutigen Gemeinde Weißpriach im Tal des Weißpriachbachs im Lungau im österreichischen Bundesland Salzburg. Jahrhundertelang war die Burg eine wichtige Festung. Als solche diente sie im 13. Jahrhundert als Hoflager des Erzbischofs von Salzburg Friedrich II. von Walchen. Von der Burg Weißpriach blieb nichts mehr erhalten. An der Stelle steht heute ein kleines Kirchlein am Berghang. Standesmäßig zählte die Familie zu den Ministerialen des Erzbistums Salzburg. Ulrichs Frau war Katharina von Eberstein, eine Tochter des Heinrich von Eberstein. Sie stammte aus einem angesehenen Adelsgeschlecht, das in Kärnten auf Schloss Eberstein hauste, das auf einem steilen Felsen über dem Görtschitztal im Nordosten von Kärnten im Gebiet der Gemeinde Eberstein stand bzw. in baulich stark veränderter Form dort noch immer steht. Auch die von Eberstein waren Ministerialen des Salzburger Erzbischofs, wodurch die Ehe innerhalb des Salzburger Herrschaftsbereiches blieb.

### Die Nachfahren des Ulrich von Weißpriach
Ulrich von Weißpriach hinterließ drei Kinder: Heinrich, Katharina und Anna. Heinrich ist 1358 urkundlich erwähnt worden und setzte mit seiner Frau unbekannter Herkunft die Familie fort. Katharina wurde mit Johann von Thurn (cl. 1354) vermählt. Dieser stammt aus dem Mailänder Herrengeschlecht der Della Torre / Torriani, genauer aus der Linie des Paganus della Torre († 1241), Podestà von Mailand und „Capitano e difensore della plebe“ (Hauptmann und Verteidiger des Volkes). Durch diese Ehe wurde sie zur Vorfahrin der späteren Reichsgrafen von Thurn-Valsassina, Freiherren zum Kreuz. Die Linie verzweigte sich in verschiedene Äste zu Bleiburg, zu Plankenstein, zu Radmansdorf etc., wobei der „Bleiburger“ Ast bis heute blüht. Als letztes Kind von Ulrich von Weißpriach war Anna in erster Ehe mit Friedrich von Bergheim verheiratet und in zweiter Ehe mit Johann von Feldsberg.

### Ulrichs Enkel, Adam von Weißpriach, und seine Nachfahren
Ende des 14. Jahrhunderts stifteten die Söhne von Ulrichs Enkel, Adam von Weißpriach (cl. 1386), der mit Agnes von Lueg, einer Tochter des Konrad von Lueg, Burggrafen von Lienz, und der Elisabeth von Einfels verheiratet war, drei Äste mit den Kindern Ulrich, Nikolaus und Burkhard.
Ulrich (der Jüngere) von Weißpriach (genannt um 1390) stiftete den älteren Ast und hinterließ aus seiner Ehe mit Diemut von Gradenegg (cl. 1390) keine männliche Nachkommenschaft, wodurch dieser Ast bereits mit ihm selbst erlosch. Seine Töchter waren Magdalena und Diemut. Magdalena von Weißpriach (um 1402; † 1452, begraben in Brixen) heiratete Viktor Trautson auf Matrei, Raspenbühel und Reifeneck. Sie wurde dadurch zu einer Stammmutter des Hauses Trautson, das 1599 in den Reichsgrafenstand und 1711 in den Reichsfürstenstand erhoben wurde. Diemut von Weißpriach (gen. 1411) ehelichte Reimprecht Jörger auf St. Georgen.
Nikolaus von Weisspriach, „der Ältere“ († 1398), stiftete den mittleren Zweig. Er war Oberster Amtmann des Herzogs von Österreich und war mit Siguna von Fraunberg Gräfin zu Haag, einer Tochter des Grafen Christian verheiratet. Dieser Ast erlosch mit seinem Urenkel, Christoph von Weißpriach, auf Hardegg, Landsberg und Weitenstein, Vizedom zu Leibnitz, der im Jahr 1515 verstarb und in der Stadtpfarrkirche zu Cilli begraben wurde. Aus dessen Ehe mit Elisabeth von Lichtenstein-Karneid, einer Tochter des Johann und der Magdalena von Schlandersberg stammen zwei Töchter, Eva und Anna Katharina. Eva von Weißpriach heiratete Siegmund von Gaisruck auf Puchenstein, Ritter, cl. 1535. Anna Katharina ehelichte in erster Ehe Johann Rochitzer, in zweiter Achaz Schrott auf Ober-Kindberg, Donnersbach und Streitwiesen († 1550).
Burkhard von Weißpriach „der Ältere“ stiftete den jüngeren Zweig, urkundlich 1390–1405 und war mit Margaretha von Wildeck, einer Tochter des Johann von Wildeck, verheiratet. Von ihm stammen die bekanntesten Vertreter seines Hauses ab, Burkhard „der Jüngere“ und Johann. Burkhard von Weißpriach wurde Kardinal und Fürst-Erzbischof von Salzburg (dessen Urenkel). Johann von Weißpriach Graf von Forchtenstein Freiherr zu Gobelsdorf verstarb 1571 als Letzter seines Hauses.

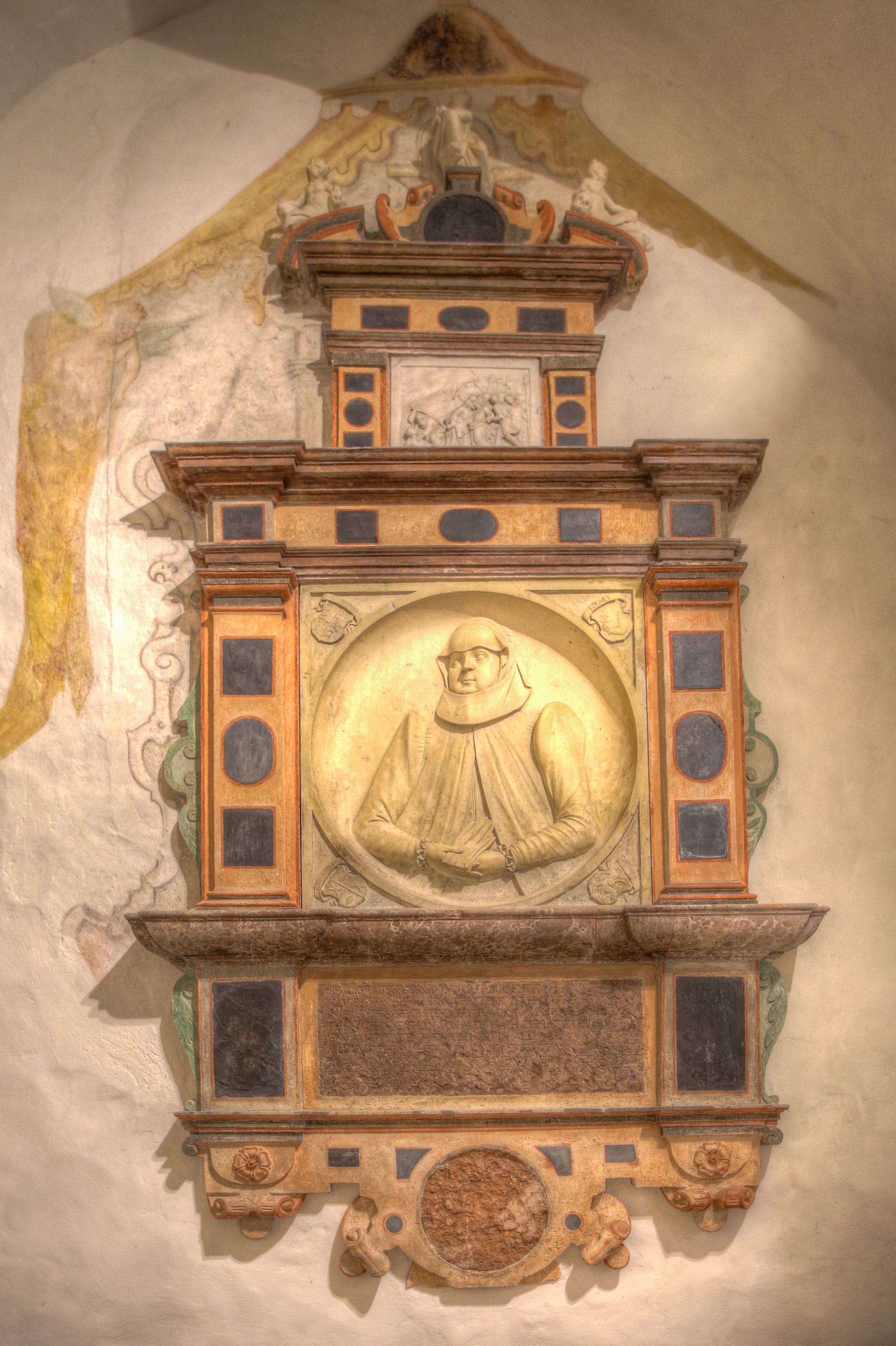
Epitaph der Susanne Teufel, der letzten Weispriachin (1528–1590) in Winzendorf.

Seine Tochter Susanna von Weisspriach heiratete 1547 Christoph Teufel Freiherr zu Guntersdorf (1515–1570), Besitzer von Pitten und Schloss Frohsdorf (Krottendorf) südlich von Wiener Neustadt und brachte sehr viel Geld in die Familie Teufel. Dank Susannas Mitgift konnte Christoph dem Kaiser 20.000 Gulden vorstrecken, eine Summe, die den damaligen Wert von Krottendorf und der Pfandherrschaft Güns weit überstieg. Susannas Epitaph, eine außergewöhnlich plastische Darstellung aus Kelheimer Marmor befindet sich in der Filialkirche Winzendorf. Sie und ihr Gatte, Eltern von neun Kindern, waren eifrige Protestanten und zogen 1560 das Kloster zu Katzelsdorf ein, um eine evangelische Schule zu gründen. Nach 1570, als Witwe und Grundherrin, benutzte sie ihr Patronatsrecht in Winzendorf, um lutherisch predigen zu lassen. Auch in den ihr zustehenden Pfarren Maria Laach und Aggsbach setzte sie protestantische Pfarrer ein.

## Zeitweiliger Besitz

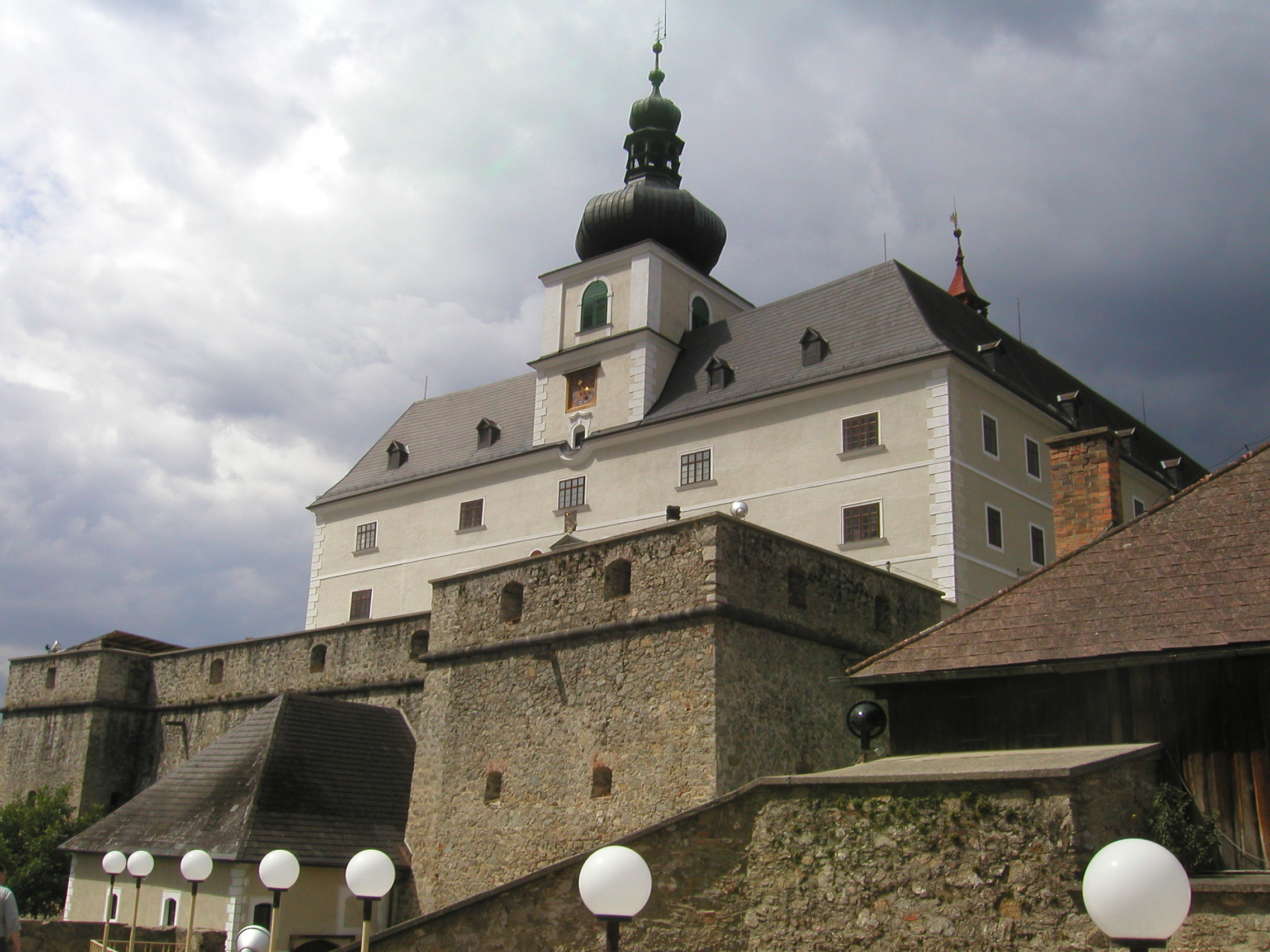
Burg Forchtenstein: mittelalterliches Herrschaftszentrum im Norden des Burgenlandes.

Die Herrschaften Weißpriach, Hardegg, Deutschlandsberg, Weitenstein, Hernstein, Burg Schwarzenbach (ungarisch: Feketevár), Burg Hochosterwitz, Forchtenstein, Schloss Kobersdorf, Guntersdorf, Karlstein an der Thaya, Neudorf, Schöngrabern, Toppel, Wullersdorf, und als Pfandbesitz die Herrschaften Eisenstadt und Güns waren zeitweise im Besitz der Weißpriacher.

## Bedeutende Mitglieder
- Burkhard von Weißpriach (* 1420/23; † 16. Februar 1466 in Salzburg): Kardinal (1440–1466) und Fürst-Erzbischof von Salzburg (1461–1466)
- Scholastika von Weißpriach (? ; † ?): ⚭ Johann von Rohrbach Reichsgraf zu Neuburg am Inn (? ; † 1467); durch ihre Tochter Maria von Rohrbach Reichsgräfin zu Neuburg am Inn, die mit Sebastian I. Graf zu Ortenburg verheiratet war, wurde sie zur Vorfahrin der Grafen von Ortenburg zu Neu-Ortenburg, des Hauses Liechtenstein und der meisten österreichischen Hochadelsfamilien; auch Königin Victoria von Großbritannien, der Deutsche Kaiser Wilhelm II. und Zita (1892–1989), die letzte österreichische Kaiserin, zählen zu ihren Nachkommen.

- Johann Sigmund von Weißpriach auf Herrnstein und Schwarzenbach[6] (? ; † 1479): Burghauptmann zu Forchtenstein, kaiserlicher Rat und Obersthofmeister; begraben in der Pfarrkirche Katzelsdorf bei Wiener Neustadt; ⚭ Barbara von Schweinpeck, eine Tochter des Georg Schweinpeck auf Haus und der Dorothea von Egkh; einer seiner Söhne war:
  - Ulrich von Weißpriach (* vor 1437; † 1503): Oberst-Erblandhofmeister in Tirol, Landeshauptmann in Kärnten; einer seiner Söhne war:
    - Johann von Weißpriach Graf von Forchtenstein Freiherr zu Gobelsdorf, auf Guntersdorf, Herrnstein, Karlstein an der Thaya, Neudorf, Schöngrabern, Toppel u. Wullersdorf, Pfandinhaber der Herrschaften Eisenstadt und Güns, Herrenstandsausschuss in Österreich unter der Enns; er verstarb im Jahre 1571 als Letzter seines Geschlechts.

## Wappen

### Stammwappen
Blasonierung des Stammwappens nach Siebmacher: In Silber drei schwarze rechte Spitzen, der gekrönte Helm mit schwarz-silberner Decke trägt sieben getrennt steckende abwechselnd silberfärbige und schwarze Hahnenfedern.

### Gemehrte Wappen
Blasonierung 1: Gespalten, rechts das Stammwappen links schwarz ohne Bild.
Blasonierung 2: Geviert, 1 und 4 Stammwappen, 2. und 3. Schwarz ohne Bild.
Blasonierung 3: Geviert, 1 und 4. wie 2, 2. und 3. In Silber ein goldgekrönter und bewehrter schwarzer Adler mit einem goldenen Halbmond über Brust und Flügel (Forchtenstein); zwei gekrönte Helme mit schwarz-silbernen Decken, der rechte Helm trägt zwei Federbüsche, jeder aus einer silbernen Straußenfeder zwischen zwei schwarzen bestehend, der linke Helm trägt den Adler.

### Wappengeschichte
Das Wappen der erloschenen Herren von Weisspriach wurde mit Diplom vom 10. Jänner 1572 von Kaiser Maximilian I. der Familie Khevenhüller nach der 1566 erfolgten Erhebung in den Freiherrenstand verliehen.